# یواس‌سی‌اس بل (۱۸۴۸)
یواس‌سی‌اس بل (۱۸۴۸) (به انگلیسی: USCS Belle (1848)) یک کشتی بود که طول آن ۶۰ فوت (۱۸ متر) بود.